# Hoofd van de Kromme Christus

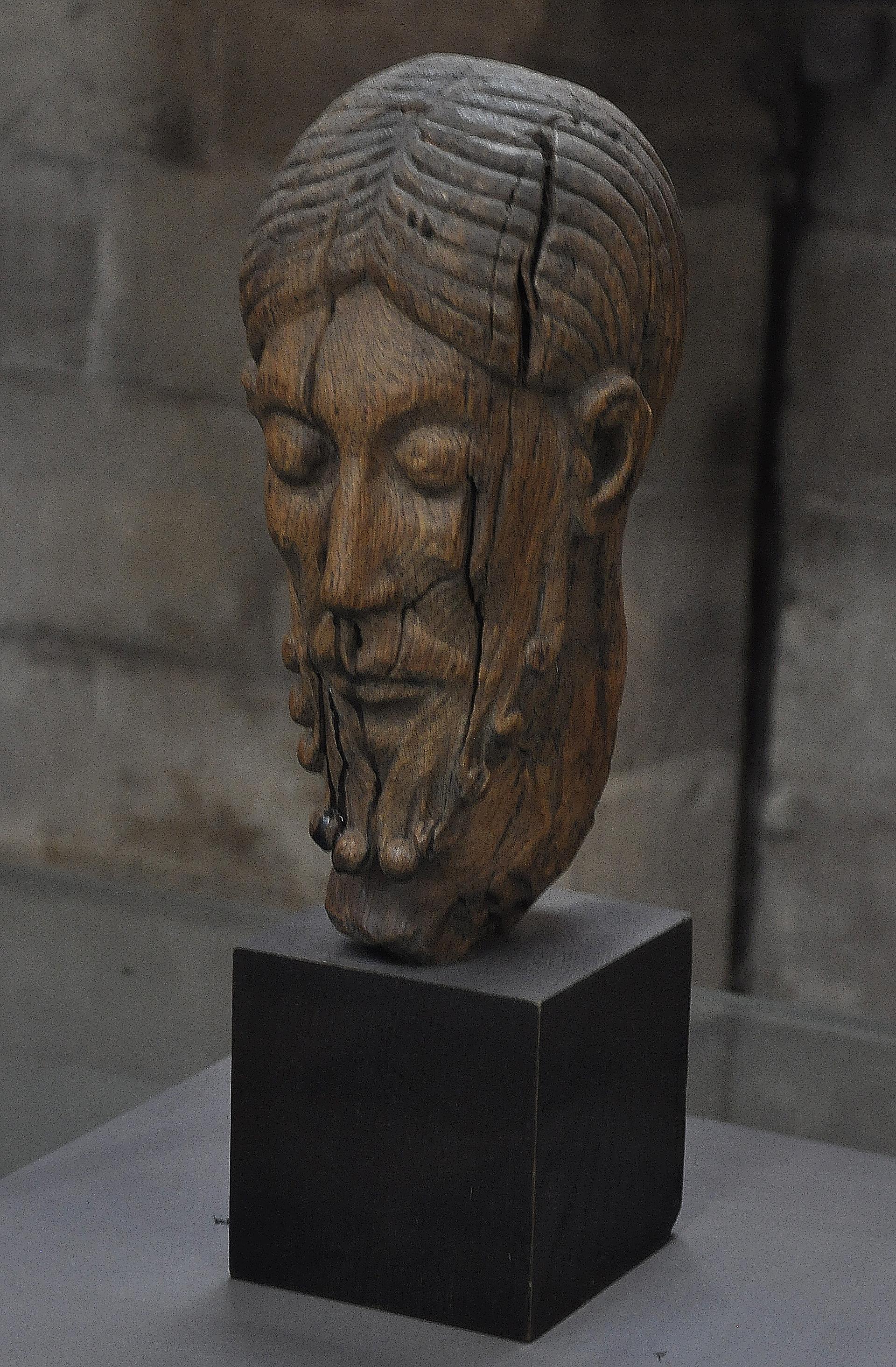
Hoofd van de Kromme Christus

Het Hoofd van de Kromme Christus'  is de benaming voor het hoofd van Christus, het enige overblijfsel van een van de meest eerbiedwaardige kruisbeelden, die zich in Leuven bevonden en speelt een belangrijke rol in de Leuvense geschiedenis. Het bevindt zich op dit moment in de Sint-Pieterskerk, te Leuven.

## Het kromme of bruine kruis
Het beeld dat omstreeks 1200 vervaardigd werd, bevond zich oorspronkelijk in de Kolvenierskapel in de Leuvense Sint-Pieterskerk. De Kromme Christus was het mirakelbeeld van Leuven. Telkens er onheil dreigde, werd het kruisbeeld in processie rondgedragen. Het had een sterk magisch karakter. Dit ritueel ontstond in de veertiende eeuw en bleef bestaan tot de achttiende eeuw.
De houding van het beeld was opvallend: het stelde een gekruisigde Christus voor, maar in tegenstelling tot meer gangbare voorstellingen, hing zijn rechterarm los en was zijn volledige lichaam naar voren gebogen. Volksverhalen dichtten deze uitzonderlijke houding toe aan (magische) verwezenlijkingen. Zo zou het beeld een dief, die een gouden kroon wou stelen, eigenhandig gevat hebben. Historici geven echter de verklaring dat het beeld oorspronkelijk deel uitmaakte van een groep die de kruisafname voorstelde. Dat soort beeldgroepen waren – voornamelijk in Zuid-Europa - gangbaar in de twaalfde en dertiende eeuw.

## Brand in Kerk
Tijdens de Eerste Wereldoorlog in 1914 ontstond er brand in de Sint-Pieterskerk. Verschillende stukken in de kerk gingen verloren in de vlammen, hieronder het Kromme Kruis. Het hoofd van Christus was op het moment van de brand niet aanwezig in de kerk. Het was achtergebleven in het atelier van de beeldhouwer Egide Goyes, waar het tussen 1843-1845 gerestaureerd was. Goyes had het originele hoofd vervangen door een afgietsel. In 1928 dook het werk op in de kunsthandel in Saint-Germain-en-Laye, waar het vijf jaar later gekocht werd door Abbé H., een Parijse prehistoricus. In 1955 kwam het terug in de Sint-Pieterskerk te Leuven terecht.